# مدرسه طراحی رود آیلند

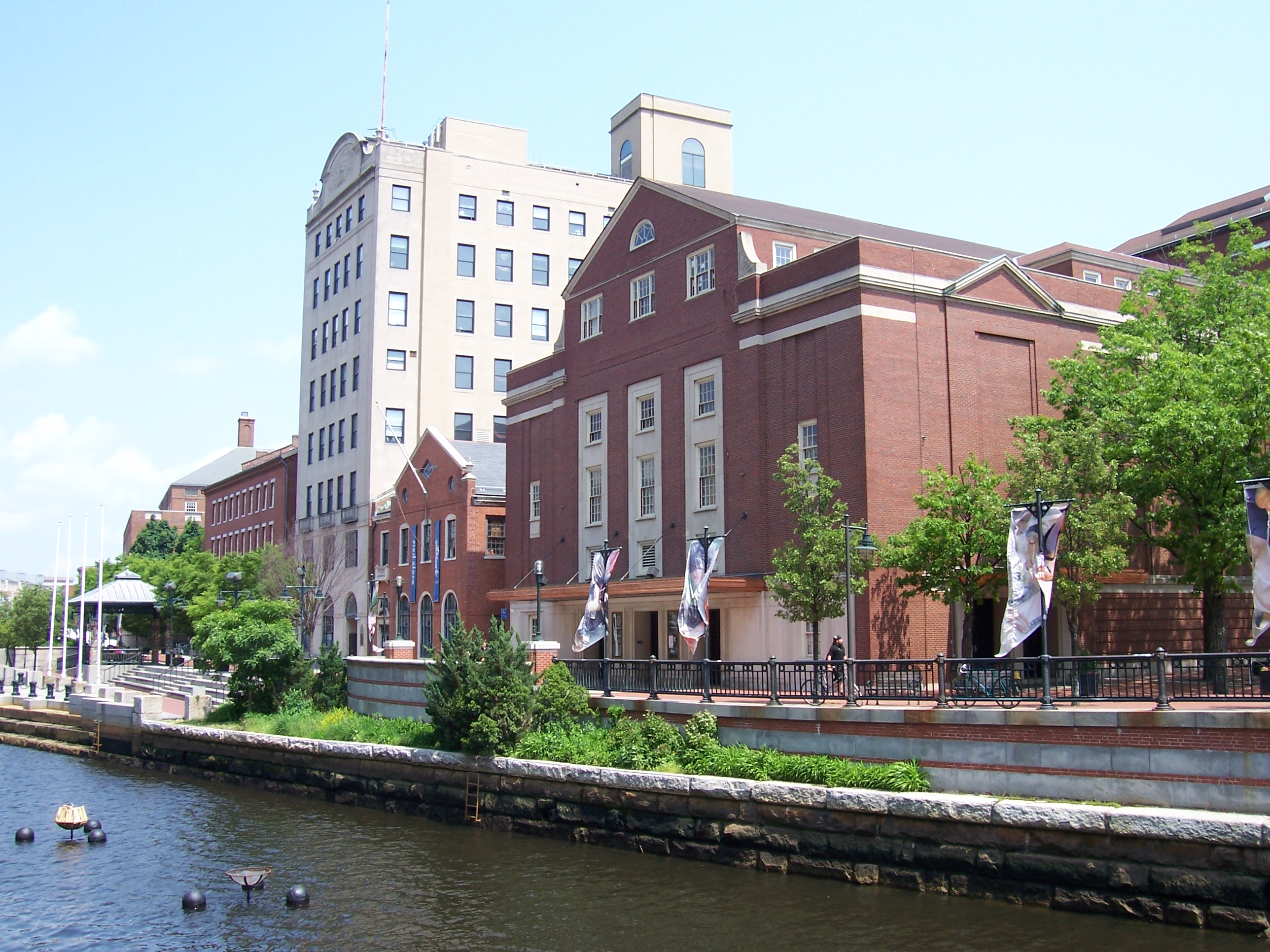

مدرسه طراحی رود آیلند (به انگلیسی: Rhode Island School of Design) که به اختصار RISD (ریزدی) گفته می‌شود یک کالج هنرهای زیبا و طراحی است که در شهر پراویدنس ایالت رود آیلند آمریکا واقع شده‌است. این دانشکده در سال ۱۸۷۷ و در مجاورت دانشگاه براون تأسیس شده‌است. این دو مؤسسه همکاری علمی و اجتماعی دارند و دوره‌های آموزشی مشترک ارائه می‌دهند.
کالج رود آیلند که یک دانشگاه خصوصی است جزو مراکز آموزشی ممتاز هنرهای زیبا در ایالات متحده به شمار می‌آید.
در پاییز ۲۰۱۵ این مدرسه دارای حدود ۱۶۰ استاد هیئت علمی و بیش از ۳۰۰ استاد قراردادی است. حدود ۲۰۰۰ دانشجوی دورهٔ کارشناسی و بیش از ۴۶۰ دانشجوی مقطع کارشناسی ارشد در این مؤسسه تحصیل می‌کنند. ۱۶ رشتهٔ کارشناسی و ۱۸ رشتهٔ کارشناسی ارشد در این مدرسه تدریس می‌شود. موزهٔ مدرسهٔ طراحی رودآیلند بیش از ۸۰ هزار اثر هنری را در خود جای داده و بیستمین موزهٔ بزرگ امریکاست.

## رشته‌های تحصیلی
- طراحی لباس: کارشناسی هنر، کارشناسی ارشد
- معماری: کارشناسی هنر، کارشناسی معماری، کارشناسی ارشد
- سرامیک: کارشناسی هنر، کارشناسی ارشد
- رسانهٔ دیجیتال: کارشناسی ارشد
- فیلم/پویانمایی/ویدئو: کارشناسی هنر
- طراحی مبلمان: کارشناسی هنر، کارشناسی ارشد
- شیشه: کارشناسی هنر، کارشناسی ارشد
- طراحی گرافیک: کارشناسی هنر، کارشناسی ارشد
- تصویرسازی: کارشناسی هنر
- طراحی صنعتی: کارشناسی هنر، کارشناسی طراحی صنعتی، کارشناسی ارشد طراحی صنعتی
- معماری داخلی: کارشناسی ارشد
- مطالعات معماری داخلی ـ طراحی انطباقی: کارشناسی هنر، کارشناسی ارشد طراحی
- طراحی جواهر، طراحی فلزات: کارشناسی هنر، کارشناسی ارشد
- معماری فضای سبز: کارشناسی ارشد معماری فضای سبز
- نقاشی: کارشناسی هنر، کارشناسی ارشد
- عکاسی: کارشناسی هنر، کارشناسی ارشد
- چاپ: کارشناسی هنر، کارشناسی ارشد
- مجسمه‌سازی: کارشناسی هنر، کارشناسی ارشد
- آموزش هنر و طراحی: کارشناسی ارشد
- نساجی: کارشناسی هنر، کارشناسی ارشد